# Sablé-sur-Sarthe
Sablé-sur-Sarthe é uma comuna francesa na região administrativa da Pays de la Loire, no departamento de Sarthe. Estende-se por uma área de 36,92 km². Em 2010 a comuna tinha 12 608 habitantes (densidade: 341,5 hab./km²). É banhada pelo rio Sarthe.